# Сальви, Чезаре
Чезаре Сальви (итал. Cesare Salvi; род. 9 июня 1948, Лечче) — итальянский юрист и политик, министр труда и социального обеспечения Италии (1999—2001).

## Биография
Родился 9 июня 1948 года в Лечче, сын адвоката Чиччо Сальви. По свидетельствам одноклассников в период обучения в иезуитском колледже спорил с учителя, в тринадцатилетнем возрасте в свободное время занимался историей Южной Америки. Получил высшее юридическое образование в Римском университете, в 25 лет победил в конкурсе на право работы в аппарате Сената, показав второй результат за всю историю (уступил только Сальваторе Секи — юрисконсульту администрации нескольких президентов Италии). Более того, исправлял некорректные вопросы экзаменаторов, одним из которых был профессор Франческо Санторо-Пассарелли. С 1971 года был активистом Итальянской компартии, с 1990 года входил в национальный секретариат партии.
С 1979 по 2016 год преподавал гражданское право в университете Перуджи, затем — в университете Тренто.
В 1992, 1994 и 1996 годах избирался в Сенат по спискам ДПЛС.
С 21 июня по 22 декабря 1999 года являлся министром труда и социального обеспечения в первом правительстве Д’Алема, затем — до 25 апреля 2000 года во втором правительстве Д’Алема и до 6 июня 2001 года — во втором правительстве Амато.
В 2001 и 2006 годах избирался в Сенат по спискам Левых демократов.
В 2007 году выступил против слияния левых демократов с несколькими другими партиями в новую левоцентристскую политическую структуру — Демократическую партию — и вступил в партию Фабио Мусси «Демократические левые». В 2008 году пошёл на выборы в Сенат по списку коалиции Левые-Радуга (Sinistra l’Arcobaleno). На выборах в Сенат коалицию поддержали только 3,21 % избирателей, вследствие чего она не получила ни одного места.
В 2010 году возглавляемая Сальви ассоциация «Социализм 2000» объединилась с Партией коммунистического возрождения, Партией итальянских коммунистов и ассоциацией Джанпаоло Патта «Труд и солидарность» в Федерацию левых.

## Личная жизнь
Первым браком был женат на Дагмар Фласкассовитти, дочери юриста из Лечче. Впоследствии женился на Марии Фреддозио, библиотекаре Палаты депутатов Италии, которая занимается исследованием положения женщин в Итальянской социальной республике. От Фреддозио у Сальви две дочери. Брат — Джованни Сальви — помощник прокурора в Риме. Чезаре Сальви интересуется велосипедным спортом, раритетными автомобилями и восточной философией.

## Труды
- В соавторстве с Анджело Болаффи и Марчелло Феделе: К анализу неофашизма (Per un’analisi del neofascismo, Roma, Editori Riuniti, 1976).
- Составитель: Юридические категории и социальные связи. Проблема юридической сделки (Categorie giuridiche e rapporti sociali. Il problema del negozio giuridico, Milano, Feltrinelli, 1978).
- Le immissioni industriali. Rapporti di vicinato e tutela dell’ambiente, Milano, Giuffrè, 1979.
- Il danno extracontrattuale. Modelli e funzioni, Napoli, Jovene, 1985.
- La responsabilità civile, 3 voll., Perugia, Galeno, 1989.
- В соавторстве: Le forme della democrazia, Roma, Editori Riuniti Riviste, 1991.
- Предисловие к книге Луиджи Дага Politica e malaffare. Dalla periferia al centro della corruzione, Roma, Erre Emme, 1992. ISBN 88-85378-39-0.
- Il contenuto del diritto di proprietà, Milano, Giuffrè, 1994. ISBN 88-14-04487-2.
- Trattato di diritto privato, La responsabilità civile, Milano, Giuffrè, 1998. ISBN 88-14-06662-0; 2005. ISBN 88-14-11854-X.
- La rosa rossa. Il futuro della sinistra, Milano, Mondadori, 2000. ISBN 88-04-48724-0.
- Umanesimo integrale e impegno politico, в книге Альдо Лоидиче и Массимо Вари Giovanni Paolo II, le vie della giustizia. Itinerari per il terzo millennio. Omaggio dei giuristi a Sua Santità nel XXV anno di pontificato, Roma-Città del Vaticano, Bardi-Libreria Editrice Vaticana, 2003. ISBN 88-88620-08-7.
- Il riformismo di Luciano Lama, в книге Лучано Лама Discorsi parlamentari, Bologna, Il Mulino, 2004. ISBN 88-15-09574-8.
- В соавторстве с Массимо Виллоне: Il costo della democrazia. Eliminare sprechi, clientele e privilegi per riformare la politica, Milano, Mondadori, 2005. ISBN 88-04-55327-8; 2007. ISBN 978-88-04-57337-1.
- Предисловие к книге Антонелло Ликери Gli uomini della provvidenza. Gens e patronus della nuova Italia, Sassari, Delfino, 2011. ISBN 978-88-7138-636-2.
- Составитель: Diritto civile e principi costituzionali europei e italiani, Torino, Giappichelli, 2012. ISBN 978-88-348-2700-0.
- Capitalismo e diritto civile. Itinerari giuridici dal Code civil ai Trattati europei, Bologna, Il Mulino, 2015.